# سيادة غذائية

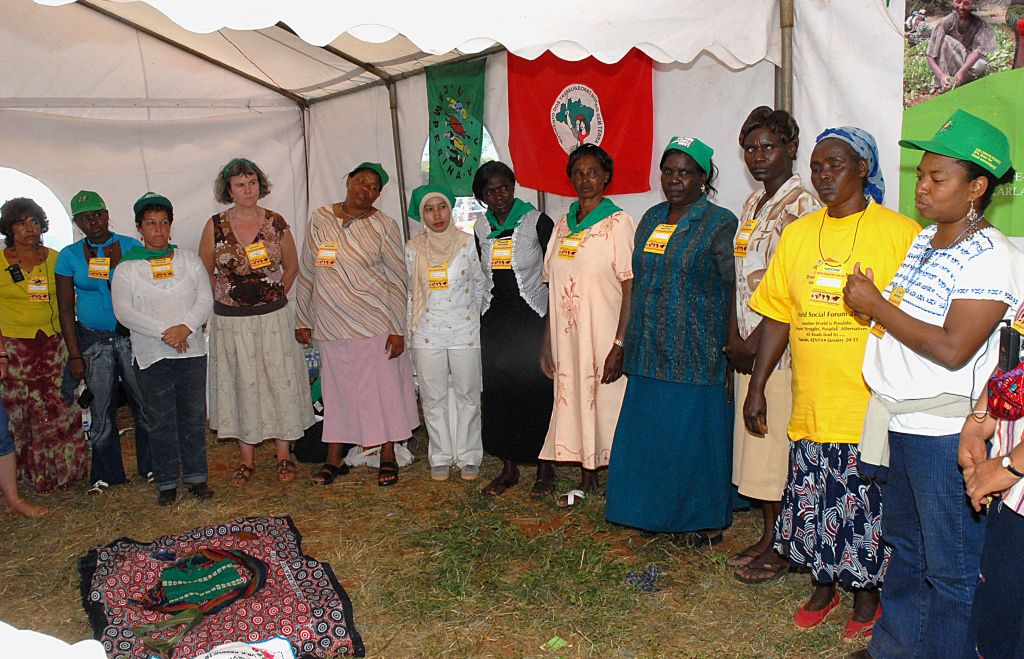

## السيادةالغذائية
صيغ المصطلح من قبل أعضاء فيا كميبسينا في عام 1996 وهو من الواجب السيطرة على الناس الذين ينتجون ويوزعون ويستهلكون الغذاء على آليات وسياسات إنتاج الأغذية وتوزيعها، بدلا من الشركات والمؤسسات السوقية التي يعتقد أنها تأتي للسيطرة على النظام الغذائي العالمي.

## تاريخها
كانت حركة السيادة الغذائية صغيره نسبيا، ومع ذلك، هناك العديد من الحركات الرئيسية والبلدان التي اتخذت خطوات هامة لجعله نظام غذائي بديل حقيقي وواقعي.

## التجمعات العالمية

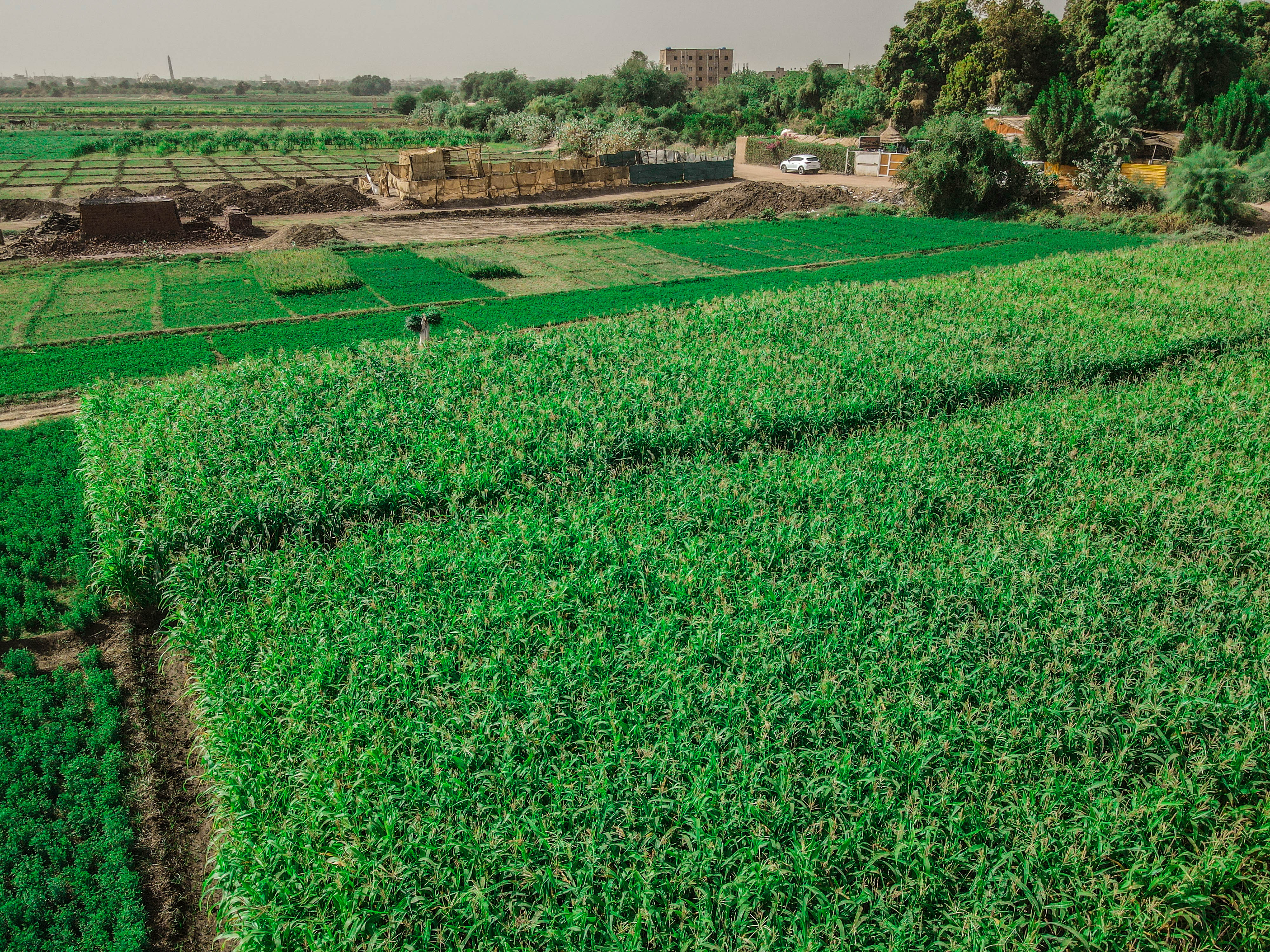
السيادة الغذائية هي : « حق الشعوب والدول ذات السيادة على تحديد سياساتها الزراعية والغذائية بطريقة ديمقراطية».

27 شباط / فبراير 2007 , اعتمد نحو 500 مندوب من أكثر من 80 بلدا في منتدى السيادة الغذائية سيلينغي،
مالي في «إعلان نيليني» الذي جاء في جزء منه:
«السيادة الغذائية هي حق الشعوب لغذاء صحي وملائم ثقافيا ينتج عن طريق أساليب سليمة بيئية ومستدامة، وحقها في تحديد نظمها الغذائية والزراعية فهو يضع أولئك الذين ينتجون ويوزعون ويستهلكون الغذاء في قلب النظم والسياسات الغذائية بدلا من مطالب الأسواق والشركات. ويدافع عن مصالح وإدماج الجيل القادم وايضاً يقدم إستراتيجية لمقاومة وتفكيك النظام الحالي لتجارة الأغذية والغذاء، واتجاهات نظم الأغذية والزراعة والرعوية ومصايد الأسماك التي يحددها المنتجون المحليّون وتعطي السيادة الغذائية الأولوية للاقتصادات والأسواق المحلية والوطنية، وتمكن الفلاحين والمزارعين من الزراعة، والصيد الحرفي، والرعي الذي يقوده الرعاة، وإنتاج الأغذية وتوزيعها واستهلاكها على أساس الاستدامة البيئية والاجتماعية والاقتصادية.»
وفي نيسان / أبريل 2008، اعتمد التقييم الدولي للعلوم والتكنولوجيا الزراعية لغرض التنمية، وهو فريق حكومي دولي تحت رعاية الأمم المتحدة والبنك الدولي، تعتمد على التعريف التالي: «هو حق الشعوب والدول ذات السيادة على تحديد سياساتها الزراعية والغذائية بطريقة ديمقراطية».

## فكرتها في ان تصبح جزءا من سياسة الحكومة
وفي أيلول / سبتمبر 2008، أصبحت إكوادور أول بلد يكرس السيادة الغذائية في دستورها واعتباراً من أواخر عام 2008
ويتوقع ان هنالك مراحل قانونية في ان توسع على هذا الحكم الدستوري من خلال حظر الكائنات المعدلة وراثيا، وحماية العديد من مناطق البلاد من استخراج الموارد الغير متجددة، وتثبيط تربية الأحادية وسيحمي القانون بصيغته الحالية التنوع البيولوجي كملكية فكرية جماعية ويعترف بحقوق الطبيعة ومنذ ذلك الحين، قامت خمسة بلدان أخرى بإدماج السيادة الغذائية في دستورها أو قوانينها الوطنية والبلدان هي فنزويلا ومالي وبوليفيا ونيبال والسنغال؛ وآخرها مصر (دستور 2014) وبعضها يواجه الآن نقصا في الأغذية؛ وقد أدخلت حكومة فنزويلا تقنين الأغذية، واختفت الأغذية الأساسية من الرفوف.

## السيادة الغذائية في أوروبا
اجتمع في عام 2011 أكثر من 400 شخص من 34 بلدا أوروبيا في الفترة من 16 إلى 21 آب / أغسطس في كريمز النمسا للتخطيط لتنمية حركة أوروبية للسيادة الغذائية. وشمل الاجتماع أشخاصا من المحيط الأطلسي إلى الأورال والقوقاز، وكذلك من القطب الشمالي إلى البحر الأبيض المتوسط وشمل هؤلاء الأشخاص ممثلين دوليين من مختلف الحركات الاجتماعية ومنظمات المجتمع المدني وهدفت هذه الاجتماعات مجتمعة إلى البناء على أسس منتدى مالي في عام 2007. وتمثلت الأهداف في تعزيز المشاركة المحلية؛ وبناء شعور من الغرض المشترك والتفاهم؛ ووضع جدول أعمال مشترك للعمل؛ احتفالا بالنضال من أجل السيادة الغذائية في أوروبا؛ وإلهام وتحفيز الناس والمنظمات للعمل معا.
واستخدم المنتدى الذي نظم على أساس مبادئ المشاركة واتخاذ القرارات بتوافق الآراء والأساليب الكفيلة بتجنب التحيزات المؤسسية المتأصلة في المجتمع (مثل نوع الجنس والعمر واللغة والمهنة).وقد فعل ذلك من خلال بذل جهود متضافرة للسماح بإدراج جميع قطاعات المجتمع في المناقشة وسمح المنتدى للمنتجين والناشطين من المشاريع في جميع أنحاء أوروبا لتبادل المهارات وتنسيق الإجراءات ومناقشة وجهات النظر. وقد توج المنتدى بإعلان نيليني. «إعلان نيليني في أوروبا»
```
استمرت التجمعات والإجراءات على مستوى أوروبا منذ عام 2011، بما في ذلك ممارسة الغذاء الجيد، حيث اجتمع المواطنون والشباب والمزارعون للدعوة إلى سياسة زراعية أكثر اخضرارا وأكثر عدالة في أوروبا، فضلا عن الإصلاح الديمقراطي للسياسة الزراعية المشتركة في أوروبا.
```

## السيادة الغذائية مقابل الأمن الغذائي
```
ولدت السيادة الغذائية لاستجابة خيبة أمل المحتجين بالأمن الغذائي، والخطاب العالمي المهيمن بشأن توفير الأغذية ويؤكد على الحصول على التغذية الكافية للجميع، والتي يمكن أن توفرها الأغذية من بلد واحد أو من الواردات العالمية وباسم الكفاءة والإنتاجية المعززة التي ساعدت بالتالي على الترويج لما أطلق عليه «مؤسسة نظام الاغذية» وتقوم على زراعة الشركات الصناعية الواسعة النطاق القائمة على الإنتاج المتخصص وتركيز الأراضي وتحرير التجارة وإن عدم اهتمام الأمن الغذائي بالاقتصاد السياسي لنظام الأغذية في الشركات يعفيه من الآثار الضارة لهذا النظام، ولا سيما انتشار حيازة صغار المنتجين والتدهور الإيكولوجي العالمي على نطاق واسع.
```

يمكن اعتبار هايتي دراسة حالة، وعكس الهجرة من الريف إلى المدن انتقالا من زراعة الكفاف إلى العمل في المصانع. اضطر المزارعون إلى القيام بهذه الخطوة بسبب الواردات الثقيلة من «الأرز ميامي» والأرز والتي أصلا لا يمكن أن تنافس في السوق المحلية. وبحلول عام 2008، كانت هايتي تستورد 80 في المائة من الأرز، مما جعلها شديدة التأثر بتقلبات الأسعار والعرض. وعندما تضاعف سعر الأرز ثلاثة أضعاف في عام 2008، لم يتمكن كثير من الهايتيين من تحمل تكاليف شرائه.
كتب بيتر روسيت في كتابه «الأول في خلفية الغذاء» في خريف عام 2003، قائلا إن «السيادة الغذائية تتجاوز مفهوم الأمن الغذائي... [الأمن الغذائي] يعني أن... [الجميع] يجب أن يكون لديهم اليقين من وجود ما يكفي من الطعام كل يوم... ولكن لم يقول شيئا عن مصدر هذا الغذاء أو كيف يتم إنتاجه.»
وتشمل السيادة الغذائية دعم أصحاب الحيازات الصغيرة والمزارع المملوكة جماعيا ومصايد الأسماك، وما إلى ذلك، بدلا من تصنيع هذه القطاعات في اقتصاد عالمي منظم إلى أدنى حد.
في منشور آخر، يصف "الغذاء الأول" "السيادة الغذائية" بأنها "منصة لتنشيط الريف على المستوى العالمي تقوم على التوزيع العادل للأراضي الزراعية والمياه، ومراقبة المزارعين على البذور، والمزارع الإنتاجية الصغيرة التي تزود المستهلكين بأغذية صحية ومزروعة محليا. العدالة الغذائية هي مفهوم مماثل، ولكن خطاباتها تركز أكثر على التفاوت العرقي والطبقي وعلاقتها بالأغذية، في حين أن السيادة الغذائية تشير أكثر إلى الوكالة على نظم إنتاج الغذاء.

## انتقادات الثورة الخضراء
قد أيد بعض مؤيدي الأمن الغذائي الثورة الخضراء كقصة نجاح في زيادة قلة المحاصيل ومكافحة الجوع في العالم. ومع ذلك، فإن الكثيرين في حركة السيادة الغذائية ينتقدون الثورة الخضراء ويتهمون أولئك الذين ينادون بها على أنها تتبع الكثير من برنامج التكنوقراطية الثقافة الغربية التي هي على اتصال مع احتياجات غالبية صغار المنتجين والفلاحين، وتشير «الثورة الخضراء» إلى التطورات في تربية النباتات بين الستينيات والثمانينيات التي أدت إلى تحسين من محاصيل الحبوب الرئيسية، وخاصة القمح والأرز، والمحاصيل الأساسية الأخرى. وكان التركيز الرئيسي على البحث والتطوير ونقل التكنولوجيا الزراعية، مثل البذور الهجينة والأسمدة، من خلال الاستثمارات الخاصة والعامة الضخمة التي دخلت في تحويل الزراعة في عدد من البلدان، بدءا من المكسيك والهند.وفي حين أن الثورة الخضراء تكون قد أنتجت المزيد من الغذاء، إلا أن الجوع في العالم مستمر لأنه لم يعالج مشاكل الوصولويقول دعاة السيادة الغذائية إن الثورة الخضراء فشلت في تغيير التوزيع التركيز الشديد للقوة الاقتصادية، وإذا كان هناك أي شيء، فاقم ذلك - ولا سيما الوصول إلى الأراضي والقوة الشرائية ويرى بعض النقاد أن الثورة الخضراء تسببت في تدمير بيئي واسع النطاق على الرغم من زيادة استخدام مبيدات الأعشاب التي تسببت في فقدان كبير في التنوع البيولوجي. وكان هناك أيضا فقدان للمعارف التقليدية لأن المزارعين يعتمدون بشكل كبير على مدخلات التكنولوجيا الحيوية وفضلت الثورة الخضراء المزارعين الأثرياء والمزارعين على نطاق واسع وأجبرت العديد من المزارعين الأصغر حجما والأكثر فقرا على الدين.
بعض هذه الآراء مدعومة بتقرير إاستد الذي وضعه البنك الدولي، والذي ترعاه الأمم المتحدة.فالتركيز على التكنولوجيا لا يراعي من يسيطر على تلك التكنولوجيا ويتجاهل معرفة الناس الذين يتوقع منهم اعتمادها. وشملت النتائج فقدان كبير للتنوع البيولوجي بسبب التبني الجماعي للبذور الهجينة وتآكل التربة [بحاجة لمصدر].
وقد أدى اعتماد المحاصيل المعدلة وراثيا (غموس) من قبل حكومة غرب أستراليا في عام 2010 والفشل بسبب فصل المحاصيل إلى تلوث مزرعة عضوية واحدة على الأقل من قبل كانولا جنرال موتورز مونسانتو. تم سحب الشهادات العضوية للمزارع العضوية المعتمدة من ستيف وسو مارش في عام 2010 بسبب التلوث وقد أخفقت قضية قضائية في المحكمة العليا في غرب أستراليا بسبب الإزعاج والإهمال في تحقيق أي إغاثة أو حماية للمزرعة العضوية ومع ذلك، أعيد التصديق العضوي لمزرعة مارش في عام 2013.

## نظرية النظام الغذائي
هي بصفتها حركة اجتماعية يهتم بها محللو نظام الغذاء بالسيادة الغذائية، فمع نظرياتها الماركسية، يهتم منظمو النظام الغذائي بالكيفية التي تعبر بها لحظات الأزمة داخل نظام غذائي معين عن التوتر الجدلي الذي يحرك الحركة بين هذه التشكيلات (أي فترات الانتقال) وفقاً لمنظر الرائد فيليب ماكميشل، فإن الأنظمة الغذائية تتميز دائما بقوى متناقضة وإن توطيد نظام ما لا يحسم كثيرا كما يحتويه أو يستوعب استراتيجيا هذه التوترات؛ وفي الوقت نفسه، فإن تكثيفها غالبا عن طريق حشد الحركات الاجتماعية واللذي غالبا ما يشير إلى فترة انتقالية.
ووفقا لماكمايكل، فإن «الزراعة العالمية» بموجب اتفاق منظمة التجارة العالمية بشأن الزراعة («الغذاء من أي مكان») تمثل قطبا واحدا من «التناقض المركزي» للنظام الحالي وهو مهتم بإمكانية حركة السيادة الغذائية لتصعيد التوتر بين هذا وبين قطبه المعارض، وهي المنطقة التي تعتمد على الإيكولوجيا الزراعية («الغذاء من مكان ما») التي تدعو إليها مختلف الحركات الغذائية الشعبية.
وتقدم قليلاً هارييت فريدمان إلى أن استنتاجات مختلفة نسبيا تشير إلى أن «الغذاء من مكان ما» يجري بالفعل اختياره في ظل نظام «بيئي - مؤسسي» ناشئ (راجع كامبل 2009).

## الانتقادات
خط افتراضات الأساس غير صحيحة ويرى بعض الباحثين أن حركة السيادة الغذائية تتبع خط افتراضات أساسية خاطئة (لیست بالضرورة ان الزراعة صغيره النطاق تكون نمط حیاة یتم اختیاره بحریة، ولا یواجھ المزارعون في أقل البلدان نموا والبلدان المتقدمة النمو أيضا نفس التحدیات) وقد تكون حركة السيادة الغذائية على حق فيما يتعلق بأخطاء الإليديولوجيا الاقتصادية النيوليبرالية، لكنها الآن تتحدث عن حقيقة أن معظم المجاعات حدثت بالفعل في ظل الأنظمة الاشتراكية والشيوعية التي سعت إلى تحقيق هدف الاكتفاء الذاتي من الغذاء) راجع أرني 2011 (.

## نموذج الاختصاص السياسي
هنالك نقص في الرؤية الواضحة في حركة السيادة الغذائية فيما يتعلق بالمجتمع السياسي أو الاختصاصي الذي توجه فيه دعواتها إلى إرساء الديمقراطية وتجديد «المواطنة الزراعية» (راجع ويتمان 2009) وفي البيانات العامة، تحث حركة السيادة الغذائية على وجود سلطات سيادية قوية لكل من الحكومات الوطنية والمجتمعات المحلية (في إطار حركة حقوق السكان الأصليين، وإدارة الموارد الطبيعية المجتمعية، وما شابه ذلك) (وفي أماكن أخرى، المجتمع المدني العالمي ليكون بمثابة تدقيق ضد التجاوزات من قبل الهيئات الحاكمة الوطنية وما فوق الوطنية).
أولئك الذين يأخذون نظرة نقدية جذرية على سيادة الدولة سوف يجادلون ضد إمكانية أن السيادة الوطنية يمكن التوفيق مع السيادة من المجتمعات المحلية (انظر أيضا النقاش حول التعددية الثقافية والاستقلال الذاتي للسكان الأصليين في المكسيك).
من ناحية أخرى، فإن راج باتيل هو أكثر ملاءمة لهذا الاحتمال: بالنسبة لباتيل، يمكن أن توفر نسخة معدلة من الفيدرالية العالمية المستوحاة من كانيلا بنهابيب ولتي تضم مناطق جغرافية متعددة الطبقات من التعلق الديمقراطي والولاية القضائية وهي وسيلة واعدة لتحقيق سياده الغذاء على نطاق واسع وشرط باتل المهم هنا هو أن يتم اتباع نسخة أقوى من مبدأ بنهابيب المصاحب من العالمية الأخلاقية ومن خلال تقييم باتل فإن حركة السيادة الغذائية تظهر علامات واعدة على التحرك نحو المساواة الراديكالية والممارسة الديمقراطية التي ينطوي عليها هذا النموذج.

## أزمة الفلاحين
قد تم النظر لحركة السيادة الغذائية في إعادة تأكيدها بقوة للهويات الريفية والفلاحية وأشكال التكاثر الاجتماعي باعتبارها تحديا حادا للروايات الحداثية المتعلقة بالتحضر الذي لا ينفصم من تصنيع الزراعة وإزالة الفلاحين، ومع ذلك وكجزء من المناقشات الجارية حول الصلة المعاصرة «للمسألة الزراعية» في الماركسية الكلاسيكية، هنري بيرنشتاين ينتقد هذه الحسابات الاحتفالية إلى حد كبير.
على وجه التحديد، مستويات برنشتاين، تميل هذه التحليلات إلى تقديم السكان الزراعيين كفئة اجتماعية موحدة وفريدة وعالمية تاريخية ولذلك فإنها لا تأخذ في عين الاعتبار بأي طريقة أكثر من مجرد
• التفاوت الاجتماعي الداخلي الهائل لهذه الفئة السكانية (شمال / جنوب، ونوع الجنس، والطبقات)؛
• (المحافظة) ما إذا كانت السيادة الغذائية هي مضادة أو سرد مناهض للتنمية
وبهذه الطريقة، لا يمكن لهذه الحسابات أن تفلت من شعوب زراعية معينة (أو ازدهارية) وفقا لبرنشتاين (ردا على برنشتاين، انظر مكمايكل (2009).